# Дієвка
Ді́євка (каз. Диев) — село у складі Аулієкольського району Костанайської області Казахстану. Адміністративний центр Дієвського сільського округу.
Інша назва — Мирзаколь.
Населення — 1466 осіб (2021; 2018 у 2009, 2079 у 1999, 2280 у 1989).